# Axel Silfversparre
Bror Axel Hjalmar Hampus Silfversparre, född 8 maj 1834 i Strängnäs, död 2 mars 1906 på ett soldathem i Danville, Illinois, var en officer och stadsplanerare.

## Biografi
Axel Silfversparre var son till överstelöjtnanten Gustaf Johan Silfversparre. Han blev student vid Uppsala universitet 1852, avlade officersexamen 1853 och blev underlöjtnant vid Svea artilleriregemente samma år. Efter att ha deltagit i ett nattligt gatuuppträde dömdes han 1860 av krigsrätt att lämna sin tjänst men fick kvarstå som löjtnant i armén. 1861 erhöll han avsked ur armén och begav sig till USA. I Illinois satte han upp ett eget artilleribatteri, till hälften bestående av svenskar, med vilket han som kapten deltog i amerikanska inbördeskriget. Efter slaget vid Shiloh var han en till artillerichef på Fort Pickering vid Memphis. Sedan han tillfångatagits och lyckats fly begav han sig till New York, där han biträdde med utarbetandet av en plan för Union Pacific Railroads utsträckande över Klippiga bergen samt ett projekt för en hängbro över East River i New York. Båda planerna uppgavs på grund av ekonomiska svårigheter. 1864 reste Silfversparre till Sverige som agent för en koppargruva i Michigan och återvände medförande 150 skandinaviska arbetare. 1865 blev han biträdande stadsingenjör i Chicago. Efter den stora branden där 1871, då han själv miste all sin egendom, biträdde han vid den nya stadsplaneringen. 1880 flyttade han till nybyggarstaden Denver, vid vars planering han medverkade. En av honom utarbetad karta över Colorado publicerades i Chicago 1883. 1886 blev han kartograf i jordbruksdepartementet i Washington, där han utarbetade en karta över staden. Från 1888 vistades han på soldathem i Hampton, Virginia, Dayton, Ohio och Danville, Illinois. Silfversparre blev 1865 amerikansk medborgare och skrev sig Silverspar.